# Distrito de Haquira
El distrito de Haquira es uno de los seis que conforman la provincia de Cotabambas ubicada en el departamento de Apurímac en el Sur del Perú.
El distrito fue creado el 2 de enero de 1857. Su capital es Haquira. Forma parte de la diócesis de Abancay dentro de la arquidiócesis de Cusco.

## Etimología
El topónimo deriva de las voces aimara haqqi, Peñon.  irama, ladera; simplificado sería Haqqi-ira, que unido significa "Peñon en la ladera" 

## Historia
Los primeros habitantes fueron Lupacas procedentes del Qollasuyo. Perteneció al imperio inca, pero según Inca Garcilaso de la Vega escribió en su obra Comentarios reales, su aislamiento geográfico, propiciado por el relieve accidentado, mantuvo la zona al margen de su influencia. [cita requerida]

### Fundación española
No se conoce con exactitud la fecha de fundación española, pero se estima que sucedió entre 1578 y 1583, durante el mando del repartimentero licenciado Ascensio Maldonado de Torres. Esta fecha se puede vincular con la fundación de Mamara en la Provincia de Grau en el año 1583.[cita requerida]

## Autoridades

### Municipales
- 2019 - 2022[4]
  - 'Alcalde: Gonzalo Paz Velásquez Collque
  - Regidores:

  1. Valentín Placido Uraccahua Castillo (Juntos por el Perú)
  2. Clever Fernández Alfaro (Juntos por el Perú)
  3. Jhon Franco Condori Chahua (Juntos por el Perú)
  4. Roxana Ccasani Ramos (Juntos por el Perú)
  5. Jorge Alberto Mallco Manuel (Partido Democrático Somos Perú)

Alcaldes anteriores
- 2015-2018: Ysaac Anaya Cruz (movimiento regional Kallpa)
- 2011-2014: Hilario Rolando Curitumay Zegarra, del Movimiento Macroregional Todas Las Sangres - Apurimac (TLSA).
- 1999-2002: William Miguel Gonzales Núñez

```
 1981 - 1983: Miguel Ángel Escalante Arredondo (Primer alcalde distrital elegido democráticamente)
```

## Festividades
- 1 y 2 de enero: Niño Jesús de Haquira con Waylia Haquireña y danza los negros "Patrimonio Cultural de la Nacion"
- Julio 25: Santiago
- Septiembre 15: Virgen de Cocharcas
- octubre 7: Virgen del Rosario

## Atractivos turísticos
- Ccaccacarcel (cárcel de piedra)-Haquira[5]
- Marcansaya (centros poblados pre incas)-Marcansaya[6]
- Yoña muro (ruinas tipo población) Comunidad-Meyara
- Templo de San Pedro de Haquira[7]
- Templo San Juan de Llaqwa[8]